# Dialectos del aragonés

Dialectos del aragonés.

El idioma aragonés tiene hablas locales, que se agrupan en hablas de valle, de comarca o hablas de varias comarcas. Se encuentran dispersas y generalmente aisladas entre ellas. El término dialecto es ambiguo y puede emplearse para las hablas de valle bien definidas (cheso, ansotano, etc..). Existe la propuesta de clasificar las hablas aragonesas en cuatro grupos, complejos dialectales o dialectos (según las apreciaciones de los autores).
Popularmente la falta de referentes lingüísticos claros y una diglosia multisecular han favorecido la falta de conciencia unitaria entre los hablantes de la lengua aragonesa y, en las zonas donde el dialecto propio se ha conservado mejor, los hablantes suelen utilizar nombres locales.

## Propuestas de clasificación

### Los cuatro dialectos
La propuesta más aceptada de clasificación dialectal es la de Francho Nagore Laín, quien clasifica las hablas aragonesas en cuatro grupos:
- Aragonés occidental
- Aragonés central
- Aragonés oriental
- Aragonés meridional o somontanés

Para unos, estos grupos son complejos dialectales y las hablas dentro de ellos (como el cheso, el chistabino...) serían dialectos. Para otros, los cuatro grupos son los dialectos constitutivos del aragonés y las variedades que incluyen serían subidalectos, hablas comarcales o locales.

### Otras
Aunque la propuesta de los cuatro dialectos es la más extendida, otros autores han propuesto variaciones. Así, para Chusé Raúl Usón y Chabier Tomás, habría tres dialectos históricos que se corresponden más o menos con los tres viejos condados pirenaicos:
- Dialecto occidental: Condado de Aragón
- Dialecto central: Condado de Sobrarbe
- Dialecto oriental: Condado de Ribagorza

De acuerdo con estos autores, las variedades meridionales serían la continuación de estas, que se habrían castellanizado y uniformado en un proceso favorecido por su orografía más plana.
El autor Fernando Sánchez propone una clasificación que postula la existencia de dos grandes variedades o dialectos, el occidental y el oriental. Estos tendrían además unas subvariedades más extremas:
- Dentro del occidental: el ansotano (y en alguna medida, el cheso y el ayerbense), con características occidentales extremas, relacionadas con el antiguo romance navarro
- Dentro del oriental: el ribagorzano, con bastantes soluciones de transición cercanas al catalán.

### Aragonés oriental
Algunos sectores minoritarios, especialmente el representado por la FACAO, defiende la inclusión en la categoría del aragonés oriental a la variedad del catalán hablando en la Franja.

## Clasificación
| Bloque occidental - Ansotano - Cheso - Aragüesino - Aisino - Jaqués                         | Bloque central - Aragonés centro-occidental - Tensino - Panticuto - Aragonés de la tierra de Biescas - Aragonés del valle de Acumuer - Serrablés - Aragonés de Ballibasa - Aragonés de Sobrepuerto - Aragonés centro-oriental - Aragonés de la ribera de Fiscal - Bergotés - Aragonés del valle de Vió - Aragonés del valle de Puértolas - Aragonés del valle de Tella - Belsetano - Aragonés de Sierra Ferrera | Bloque oriental - Chistabino - Fovano - Aragonés ribagorzano - Altorribagorzano o benasqués o patués - Mediorribagorzano o de Campo - Bajorribagorzano - Grausino - Estadillano - Foncense | Variedades dialectales del aragonés. |
| Bloque meridional - Ayerbense - Aragonés somontanés - Navalés - Aragonés del Viejo Sobrarbe | Bloque meridional - Ayerbense - Aragonés somontanés - Navalés - Aragonés del Viejo Sobrarbe | Dialectos de transición - Castellano aragonés | Variedades dialectales del aragonés. |

### Valles y Somontano
Se ven grados de erosión-pureza, homogeneidad-localismo, evolución-arcaísmo:

#### Valles del Pirineo axial
Mejor conservación de la lengua, pero con arcaísmos. La topografía en forma de valles bien separados ha hecho que el aragonés haya evolucionado en un dialecto o habla local en cada valle:
- Ansó - Ansotano
- Valle de Hecho - Cheso
- Aragüés y Jasa - Aragüesino
- Aísa - Aisino
- Valle de Tena - Tensino
- Valle de Broto - Bergotés
- Aragonés de Ballibió
- Bielsa - Belsetano
- Valle de Gistaín - Chistabino
- Valle de Benasque - Benasqués

#### Prepirineo
Mejor conservación de los rasgos genuinos que en el Somontano, pero peor que en los valles del Pirineo Axial. Son hablas de transición entre el Somontés y el hablar de cada valle.

#### Somontano
El somontanés es relativamente uniforme en zonas más amplias, pero muy castellanizado, con pérdida de muchos caracteres genuinos. Las diferencias generacionales son más grandes que las geográficas. Se ha perdido el empleo de la partícula pronominoadverbial de locativo 0i, (bi en los valles axiales).

### Polos occidental y oriental
Existe una distribución de diferencias entre el este y el oeste, con límites que no coinciden, pero que hacen que unos se vean principalmente desde Broto y Cotefablo hasta la Ribagorza, y más lejos, y otros se vean principalmente desde Tena y Cotefablo hasta Navarra. Podemos verlo en las parejas:

#### Fonética
- -x- / -ix: por ejemplo baxo / baixo.

El límite está en el Cotefablo, pero al sur no es tan claro por la pérdida del fonema a causa de la cheada típica del somontano.
Ciertos matices fonéticos esporádicos visibles en ciertas palabras presentan una distribución de acuerdo con estos polos y que reflejan diferencias dentro del latín peninsular.
- conello / conillo.
- sabuco y variantes con sufijo / samuco, samugo y variantes con sufijo.

Palabras que conservan mejor el rasgo fonética original en la parte occidental o en la oriental: 
- sartana / sartén.

Se supone que sartana se decía antes sartaina. Relacionado con esto tenemos la forma verbal de primera persona del pasado imperfecto de indicativo -ebai del ansotano, que corresponde a -ebe del chistabino.
- tenebai / tenebe.

#### Morfología
- con mi / con yo
- Nos / mos
- Bos / tos
- Bi / i: bi se encuentra en Ansó, Hecho, Tena, Serrablo, llegando como minoritario a Bielsa y al Viejo Sobrarbe. i, fue la forma más extendida cuando se alzaba en el resto de Aragón.
- Allora u alora / alabez
- Á ormino / asobén: Asobén se decía en aragonés medieval de la depresión del Ebro y se documenta en el Bajo Aragón en el siglo XX.
- De raso / de to(t)
- Pro / prou: La primera forma, de Ansó a Tena, también un poco en Bielsa. La segunda forma de Broto a Benasque. Más por el sur llega hasta el Somontano, Bajo Aragón y Sierra de Gúdar con su forma alófona prau.
- Cosa / res: En la zona este del Alto Aragón se encuentra res, pero detrás de ni:  no he bisto ni res, no n’ha quedau ni res. En Panticosa, Viejo Sobrarbe y Ribagorza, en especial en Benasque.
- Puedes / puez
- Chulio / chuliol

#### Léxico
- Almadía / Navata.
- Calderizo / Cremallos.
- Clamar / Dicir (con sinónimo de denominar).
- Clamar-se / Dicir-se.
- Fablar, (Ansó, Hecho) / Parlar, (Gistau, Viejo Sobrarbe, ribagorzano, Monegros).
- Lacuna-Laguna / Estanyo.
- Melón / Taixo-Teixón-Texugo
- Milloca / Panizo.
- Odir (ansotano), Oyir / Sentir.
- Paxaro / Muixón.
- Pez / Pegunta
- Toballa / Xugamanos
- Xorrontar / Espantar

#### Palabras con la misma raíz y diferente sufijo
- enamplar / ixamplar.
- Felz(e) / Felequera, Falaguera.
- Fraxín(o) / Freixe(ra).

#### Otros aspectos
En los verbos deícticos de movimiento ir y venir se ve que el uso de estos verbos coincide con los usos castellanos en aragonés occidental (el emisor es el único centro deíctico de la comunicación) y con los usos catalanes y occitanos en aragonés oriental (el interlocutor puede ser también centro deíctico de la comunicación, de ahí que se de diga venir refiriéndose al sitio donde se encuentra):
- Iré ta Binéfar lugo, (cheso).
- Vendré ta Binéfar luego, (ribagorzano).